# يوشياكي تسوتسومي
يوشياكي تسوتسومي (堤 義明، Tsutsumi Yoshiaki، من مواليد 29 مايو، 1934) هو رجل أعمال ياباني. خلال الفقاعة الاقتصادية اليابانية في أواخر ثمانينيات القرن العشرين، كان تسوتسومي أغنى شخص في العالم لفترة وجيزة بسبب استثماراته الهائلة في العقارات من خلال شركة سيبو كوربوريشن، والتي كان يسيطر عليها. ومع ذلك، وكنتيجة لسلسلة من الفضائح واعتقاله عام 2005، تراجع [صافي ثروته بشكل جعله يخرج من قائمة المليارديرات التي تعدها مجلة فوربس في عام 2007.
في عام 1964، ورث يوشياكي تسوتسومي البالغ من العمر ثلاثين عامًا السيطرة على شركة سيبو كوربوريشن عند وفاة مؤسس الشركة، وهو والده ياسوجيرو تسوتسومي. وتوقع معظم المراقبين أن يكون الخليفة المعين هو أخيه الأكبر غير الشقيق سيجي تسوتسومي. إلا أن سيجي ورث متاجر سيبو، والتي تحولت لاحقًا إلى إمبراطورية كريديت سايسون. وقدم التنافس الملحوظ بين ممتلكات الشقيقين مادة خصبة للصحافة الشعبية.
وباعتباره رئيس مجلس الإدارة، ركز تسوتسومي على تطوير وتوسيع الحيازات الواسعة للأراضي التي ورثها عن أبيه. وفي مرحلة ما، تملكت شركاته سدس جميع الأراضي في اليابان. كما أطلق مشاريع جديدة في سوق الرياضة، حيث شيد استادًا رياضيًا في منطقة طوكيو الكبرى لصالح فريق البيسبول المحترف سيبو لايونز. وكان له دور فعال في نجاح عرض ناغانو لاستضافة دورة الألعاب الأولمبية الشتوية عام 1998.
وفي إصدارها بتاريخ 17 يناير 2005، قدمت صحيفة وول ستريت جورنال تحقيقًا صحفيًا حول تسوتسومي ومؤسسة سيبو كوربوريشن لقرائها الأمريكيين. ووفقًا للصحيفة، تمت مداهمة مقار شركة سيبو من قِبل الشرطة، التي زعمت أنها عثرت على أدلة على العديد من حالات انتهاك القوانين التجارية اليابانية. وادعت الشرطة، على سبيل المثال، أن الشركة أعلنت أن المساهمين الرئيسيين لا يمثلون سوى 64 في المائة من المساهمين في الشركة، ولكن، في الواقع، امتلك المساهمون الرئيسيون في شركة سيبو 88٪ من أسهم الشركة. ويُشتبه في بيان الملكية الوهمي هذا بأنه يمثل تزويرًا غير قانوني. فالمساهمون الرئيسيون لا يستطيعون تملك أكثر من 80 في المائة من أسهم الشركات في اليابان التي تكون مدرجة في بورصة طوكيو.
وتم تناول هذه الفضيحة في الأصل في عام 2002 في اليابان، والتي صدر بعدها أمر قضائي بخروج السيد تسوتسومي من الشركة، ولكنه بقي فيها على الرغم من انخفاض عدد العمالة مدفوعة الأجر بشكل كبير للغاية.
وفي 3 مارس 2005، تم اعتقال تسوتسومي بتهمة انتهاك قانون تداول الأوراق المالية. وقد ثبتت إدانته. وفي 27 أكتوبر 2005، حكمت محكمة طوكيو الجزئية بالسجن 30 شهرًا والسجن مع وقف التنفيذ لمدة 4 سنوات وغرامة قدرها 5 ملايين ين. وانتهت عقوبة السجن مع إيقاف التنفيذ في أكتوبر 2009، وظل بشكل مباشر أحد المساهمين الرئيسيين في شركة سيبو القابضة.

## وصلات خارجية
- يوشياكي تسوتسومي على موقع أوليمبيديا (الإنجليزية)

- Forbes.com: Forbes World's Richest People
- Downer, Lesley (1994). The Brothers: the hidden world of Japan's richest family. New York: Random House, Inc. ISBN 0-679-42554-3.
- Disgraced billionaire gets fine, not time asahi.com. October 28, 2005.
- Tycoon Tsutsumi found guilty of fraud Japan Times Online. October 28, 2005.
- Billionaires richer, Russia, India rise: Forbes Reuters March 8, 2007.